# Nectandra umbrosa
Nectandra umbrosa là loài thực vật có hoa trong họ Nguyệt quế. Loài này được (Kunth) Mez miêu tả khoa học đầu tiên năm 1889.